# Bacchi Tempel
Bacchi tempel öppnat vid en hjältes död, vanligen bara Bacchi tempel är ett sångspel skrivet av Carl Michael Bellman som utgavs första gången 1783. Illustratör var Elias Martin. Verket hade föregåtts av en version från 1779 med titeln Bacchi tempel öppnat vid Corporalens samt Ordensoboistens Fader Movitz död, men hade flera gånger omarbetats och utökats. Verket har troligen aldrig framförts i sin helhet, men enskilda sånger kan ibland framföras, i synnerhet inom Par Bricole.

## Tillkomst
Sångerna har sitt ursprung i Bellmans föreställningar på temat Bacchi Orden, vilka först tillkommit 1769-1771, varefter produktionen i stort sett legat nere fram till 1777. Att produktionen av sångspel, av vilka Bacchi tempel var det främsta, återupptogs kan förmodligen länkas till sällskapet Par Bricoles tillkomst i slutet av 1770-talet. I kontrast till de tidigare parodierna var den nya samvaron strängt ritualiserad med många deltagare, stilen mer högtidlig och musiken mer ambitiös. Dessutom har flera av figurerna från Fredman-diktningen nu hittat in i ordenskretsen: såväl Movitz som Mollberg har mindre roller, medan Ulla Winblad har fått en central funktion som anförare av "Bacchi prästinnor".
Bellman påbörjade arbetet med det som skulle bli Bacchi Tempel tämligen omgående efter nyheten om förebilden till hans korpral Mowitz avlidit i maj 1779; en första utskrift dedicerades till hovgravören Pierre Suther i slutet av året med hopp om att engagera denne för en illustrerad utgåva av verket. Detta misslyckades, men sedermera lyckades han få Elias och Johan Fredrik Martin att illustrera verket. Under 1780 överlämnades utökade versioner i handskrift till Elis Schröderheim och Samuel af Ugglas, vilket tyder på att författaren hade stora ambitioner med verket, möjligen i syfte att bättra på sitt rykte efter attacken från Kellgren 1778 i Mina löjen. Bellman fortsatte att arbeta med verket, och lade bland annat till långa miljöbeskrivningar på alexandriner i James Thomsons stil.
Verket annonserades till försäljning via prenumeration i Stockholms Posten i september 1782, som ett "poetiskt, comiquet och musikaliskt arbete". Annonsen riktar sig till "vitterhetsälskare", vilket åter pekar på ambitioner. Verket kom dock från trycket först i slutet av 1783, och nya annonser pekade på dess lämplighet som julklapp. Det recenserades i Svenska Parnassen, och fick god kritik.

## Innehåll
Handlingen utspelar sig kring ett tempel tillägnat Bacchus, placerat på en ö med blandad flora och fauna: där förekommer såväl tallar och kråkor som papegojor och mandelträd. Någonstans i närheten har även Fröja ett tempel. Kring templet förbereds en fest till åminnelse av den döde Mowitz, inledningsvis av en grupp backanter under den höggravida Ulla Winblads ledning. Verket inleds med en stormnatt, men med gryningen bedarrar stormen och allt övergår i lantlig idyll, och läsarna meddelas att det är Mowitz som är far till Ullas barn, och hon skildrar hur det kom till på just denna plats. Därefter anländer de manliga deltagarna, "ordensbröderna" i båtar, anförda av ordens "granadör" Mollberg och dess klockare Trundman, och marscherar upp till templet. När de anlänt, samman med tunnor fyllda med dryck, hålls sånger och högtidstal till den döde, av i tur och ordning Trundman och bröderna, Ulla och prästinnorna, ordenskansler Planberg och slutligen ordensparentator Janke Jensen. Ritualerna avbryts då och då av olika intermezzon, men spårar till slut ut fullständigt då Ulla föder en ny Movitz och allt övergår i glad fest.
Efter utökningarna torde sångspelet vara svårspelat; där ursprungsversionen kunde framförts på en timma kräver den slutliga minst det dubbla, detta utan att handlingen väsentligen ändrats. Hela förlängningen beror på längre monologer och ytterligare musikstycken, varför det som teaterskådespel blir statiskt.
De tillkomna landskapsskildringarna bygger dels på att naturen skall avmålas som en bild, som dock samtidigt skall besjälas och länkas samman med talarens känslor. När således den inledande stormen skildras av Bacchusprästinnan så är det inte bara ett oväder, utan även hennes egen ångest och skräck som beskrivs, i förromantisk stil. När stormen bedarrat ändras också prästinnornas inställning till omgivningen, och det nu pastorala landskapet frammanar istället glada minnen av tidigare lycka, då Movitz med rosor i håret ärade vinguden med sång. Därefter tar Ulla ordet, och allt mer exalterad beskriver hon sina minnen av honom, innan hon genom en kikare ser såväl kärleksgudinnan fara genom skyn som en ung "nymf" vid namn Belinda.
När männen anländer blir kvinnorna raskt mer krassa: de beskriver Bacchusriddarna i ironiska ordalag som "hjältar" som dock urinerar mot plank och liknar stekta grisar. Ordensklockaren Trundman tar över ordet och beskriver nattens storm, med ord hämtade ur Jacob Wallenbergs Min son på galejan, möjligen för att förmedla autenticitet.
I den avslutande parentationen som läggs i munnen på Janke Jensen är det inte längre frågan om naturskildringar: nu målas istället upp en mytologisk tablå, med Movitz placerad i Olympen tillsammans med antika gudar och hjältar som Mars, Pompejus och Hannibal. Plötsligt vänder han dock tillbaka mot jordelivet, och går över till att skildra Movitz jordiska tillvaro som fyllerist, varefter han varvar dessa stilnivåer, fram till dess att han avbryts av att Ulla håller på att föda sitt och Movitz barn, som visar sig vara fadern upp i dagen, med lika röd näsa.

## Sångerna
- Flodens sorl och vädrens fläkt
- Böljan sig mindre rör
- Bakom dessa gröna lindar
- Uppå vattnets lugna våg
- Sälla strand, där vi nu landa
- Marsch, över allt, följ Martis spår
- Manskap, giv akt
- Hurra, se min fåla
- Skåden hit, märk och minns
- Om ödet skull' mig skicka
- Sjung mina söner alla tolv
- Sjungom systrar, Fröjas ära
- Tom är min flaska, tunnan utrunnen
- Hvem är, som ej vår broder mins?
- Bort allt vad oro gör